# Cathilaria opuntiae
Cathilaria opuntiae är en stekelart som först beskrevs av Muesebeck 1932.  Cathilaria opuntiae ingår i släktet Cathilaria och familjen kragglanssteklar. Inga underarter finns listade.